# Die Regierung
Die Regierung ist eine Band im Umfeld der Hamburger Schule. Sie bestand mit einer mehrjährigen Unterbrechung von 1982 bis 1995, 2006 wurde sie – in anderer Besetzung – wiedergegründet.

## Geschichte
Die Regierung wurde, angeregt von der Neuen Deutschen Welle, zunächst als Ein-Mann-Projekt des Essener Musikers und Songwriters Tilman Rossmy gegründet. Weitere Musiker fanden sich über die Vermittlung von Arthur Schilm vom Bochumer Stadtmagazin Marabo. Die erste Platte, Supermüll, erschien im Jahr 1984, finanziert und vertrieben von Rossmy selbst, nach der Veröffentlichung war Die Regierung die nächsten Jahre jedoch nicht weiter aktiv. 1990 formierte Sänger, Songschreiber und Gitarrist Rossmy die Regierung neu, nachdem der Musikjournalist Michael Ruff in der Spex Supermüll als die beste deutsche Platte der achtziger Jahre bezeichnet hatte. Die zweite Platte, So allein, wurde von Alfred Hilsberg, Labelchef von ZickZack und Pionier der deutschen Punk-Szene, produziert und wurde ein Flop.
Ein zumindest bescheidener Erfolg stellte sich erst mit den beiden folgenden Alben ein. Obwohl Die Regierung nur lose der Hamburger Schule zugerechnet wurde, gelang ihr im Zuge des Booms deutscher Alternative-Musik von 1990 eine kurze Karriere, nach dem Ende der eigentlichen Band 1994 gab es noch ein kurzes Zwischenspiel als Duo mit Herman Herrmann, bevor Die Regierung sich 1995 dann endgültig auflöste. Tilman Rossmy startete mit dem Tilman Rossmy Quartett ab 1995 eine Solo-Karriere, 2002 spielte die Band mit Reisen im eigenen Land ein Album mit alten Regierungs-Stücken ein.
Im Mai 2006 fanden die ersten Auftritte einer (bis auf Tilman Rossmy) neu besetzten „Regierung“ statt.
Anfang 2015 gab Die Regierung den Plan eines Reunion-Konzertes in Essen in der Besetzung Rossmy, Lipinski, Geier bekannt. Ein erstes neues Album, Raus, erschien 2017 auf dem Label Staatsakt. Weitere Alben folgten im Abstand von etwa zwei Jahren, zuletzt Nur die Regierung im Jahr 2023.

## Rezeption
Das Lied Loswerden vom Album So Drauf wurde von der deutschen Band Lassie Singers sowie von der amerikanischen Band The Walkabouts und Rocko Schamoni & Mirage gecovert.

## Diskografie
- 1984: Supermüll (Elfmeter Records, Wiederveröffentlichung auf Play Loud! Productions)[2]
- 1990: So allein (Scratch ’n’ Sniff)
- 1992: So drauf (L’age d’or)
- 1994: Unten (L’age d’or)
- 2017: Raus (Staatsakt)
- 2019: Was (Staatsakt)
- 2021: Da (Staatsakt)
- 2023: Nur die Regierung (Staatsakt)